# Wolfgang Hannibal von Schrattenbach
Wolfgang Hannibal von Schrattenbach (né le 12 septembre 1660 à Lemberg, en Styrie, Archiduché d'Autriche, et mort le 22 juillet 1738 à Brünn) est un cardinal autrichien du XVIIIe siècle.

## Biographie
Wolfgang Hannibal von Schrattenbach est doyen du chapitre cathédrale de Salzbourg. Il est élu évêque d'Olomouc en 1711 à la suite de Charles-Joseph de Lorraine. Le pape Clément XI le crée cardinal lors du consistoire du 18 mai 1712. En 1716-1719 von Schrattenbach est ministre de l'Autriche auprès du Saint-Siège. En 1719 il est nommé vice-roi du royaume de Naples, qui fait partie de l'Empire autrichien après les traités d'Utrecht.
Il participe au conclave de 1721, lors duquel Innocent XIII est élu pape, mais ne participe pas à celui de 1724, lors duquel Benoît XIII est élu, ni à celui de 1730 (élection de Clément XII).

## Source
- Fiche du cardinal sur le site fiu.edu